# Receptor dopaminowy D1
Receptor dopaminowy D1, receptor dopaminy D1, DRD1 – białko kodowane u ludzi jest przez gen DRD1. Należy do rodziny receptorów typu D1, w której skład jeszcze wchodzi receptor D5.

## Rozmieszczenie w tkankach
Receptory D1 są najliczniejszym rodzajem receptora dopaminowego w ośrodkowym układzie nerwowym.
Hybrydyzacja northern i in situ pokazują, że ekspresja mRNA DRD1 jest najwyższa w prążkowiu grzbietowym (jądro ogoniaste i skorupa) i brzusznym (jądro półleżące i guzek węchowy).
Niższe poziomy występują w okolicy podstawno-bocznego ciała migdałowatego, korze mózgowej, przegrodzie, wzgórzu i podwzgórzu.

## Funkcja
Receptory D1 regulują pamięć, uczenie się i wzrost neuronów, są również wykorzystywane w układzie nagrody, aktywności lokomotorycznej oraz modulując zdarzenia, w których pośredniczy receptor dopaminergiczny D2.
Odgrywają rolę w uzależnieniu, ułatwiając zmiany ekspresji genów, które zachodzą w jądrze półleżącym podczas uzależnienia.
Są one sprzężone z Gs/a i mogą stymulować neurony przez pośrednią aktywację cyklicznej kinazy białkowej zależnej od AMP.

## Produkcja
Gen DRD1 ulega ekspresji głównie w skorupie ogoniastej u ludzi, natomiast u myszy w skorupie ogoniastej, jądrze półleżącym i guzku węchowym.

## Ligandy
Istnieje wiele ligandów selektywnych dla receptorów D1. Do chwili obecnej większość znanych ligandów jest oparta na dihydreksydynie lub prototypowym częściowym agoniście benzoazepiny SKF-38393 (jedna pochodna jest prototypowym antagonistą SCH-23390).
Receptor D1 wykazuje wysoki stopień homologii strukturalnej z innym receptorem dopaminy D5, oba tworzą wiązania z podobnymi substancjami.
W wyniku tego żaden z obecnie znanych ortosterycznych ligandów nie jest selektywny wobec receptora D1 w stosunku do receptora D5. Benzoazepiny generalnie są bardziej selektywne w stosunku do receptorów D1 i D5 niż do receptorów z rodziny D2.

## Agonisty
Kilka agonistów receptora D1 jest w użyciu klinicznym. Należą do nich apomorfina, pergolid, rotygotyna i terguryd. Każdy z tych leków jest preferencyjnym agonistą receptora D2. Fenoldopam jest selektywnym częściowym agonistą receptora D1, który nie przechodzi przez barierę krew-mózg i jest stosowany dożylnie w leczeniu nadciśnienia. Dihydreksydyna i adrogolid (ABT-431) (prolek A-86929 o ulepszonej biodostępności) są jedynymi selektywnymi agonistami receptora D1, które były badane klinicznie u ludzi. Selektywne agonisty receptora D1 dają znaczące efekty w leczeniu parkinsonizmu u ludzi i w modelu choroby Parkinsona u naczelnych oraz dają poprawę funkcji poznawczych w wielu modelach przedklinicznych i kilku badaniach klinicznych. Najbardziej ograniczającą dawkę cechą jest głębokie niedociśnienie, ale rozwój kliniczny był w dużej mierze utrudniony przez brak biodostępności po podaniu doustnym i krótki czas działania. W 2017 Pfizer ogłosił publicznie, że trwają prace nad niekatecholowym selektywnym agonistą receptora D1.

## Antagonisty
Wiele z typowych i atypowych leków przeciwpsychotycznych to antagonisty receptora D2, które dodatkowo są antagonistami receptora D1.
Inne leki antagonizujące receptor D1 nie zostały zatwierdzone do użytku klinicznego.
Ekopipam to selektywny antagonista receptorów z rodziny D1, który był używany w trakcie badań klinicznych na ludziach w leczeniu różnych chorób, jak schizofrenia, nadużywanie kokainy, otyłość, uzależnienie od hazardu i zespół Tourette’a, będąc skutecznym lekiem w niektórych z tych zaburzeń. W badaniach klinicznych jednak lek wywoływał łagodną do umiarkowanej, odwracalną depresję i stan lękowy, oraz nie został jeszcze dopracowany pod kątem wskazań.